# AMC Gremlin
O AMC Gremlin foi um hatchback familiar compacto fabricado pela American Motors Corporation entre 1970 e 1978.
O Gremlin foi lançado no ano de 1970 para concorrer com modelos compactos fabricados pela Chevrolet e a Ford, e as opções de lançamento vinham com motores seis cilindros de 3,3 e 3,8 litros para 128 cv e 145 cv de potência, respectivamente. Ao ser descontinuado, em 1978, já possuía motores de quatro cilindros em 2,0 litros como opção de economia de combustível. A AMC produziu 671.475 unidades deste modelo, comercializadas nos Estados Unidos e no Canadá, sem contabilizar as unidades vendidas pelas subsidiárias no México (pela Vehículos Automotores Mexicanos - VAM) e na Austrália.